# The Underdog Project
The Underdog Project fue una popular banda alemana la cual lanzó su primer álbum - It Doesn't Matter - en 2001. Sus hits incluyen "Remember", "Saturday", "Summer Jam" y "Tonight".
La banda tiene tres miembros: Vic Krishna (vocalista), DJ Frank (remixes) y AJ Duncan (teclado). 

## Origen
La banda se formó cuando Vic Krishna se encontraba visitando Alemania y tuvo una sesión con el cantante canadiense Craig Smart y el equipo de producción de Tone Def y Triple S. Les fue bien, así que empezaron a grabar - más que todo demos, aunque también pistas de larga duración. Cuando se consideró que hubo suficiente material para considerarse un álbum, It Doesn't Matter fue el resultado final. De hecho, el álbum posee una amplia gama de canciones que explora diferentes estilos musicales como R&B, electrónica, baladas y accapellas.

## Summer Jam
Indiscutiblemente, la canción más popular de la banda, "Summer Jam" fue uno de los éxitos más grandes en Europa. Mezclando elementos de reggae, R & B, freestyle, y English 2-step, crea una nueva unión de estilos musicales. Llegó al punto donde estuvo en la lista de rotación de todas las estaciones de radio pop en Alemania. El sencillo también recibió mucha atención en el Reino Unido y Estados Unidos.
"Summer Jam" llegó al número 2 en las carteleras pop de Alemania. MTV Alemania y VIVA apoyaron el video, agregándole más exposición. La estación de radio más grande en Nueva York, WKTU, también apoyó el sencillo y lo añadió a su lista de reproducción, así como también el líder Power 96 en Miami.

## Discografía

### Álbumes de estudio
- 2001 - It Doesn't Matter

### Álbumes recopilatorios
- 2003 - It Doesn't Matter (Greatest Hits Volume 1)

### Sencillos
- 2000 - Summer Jam
- 2001 - Tonight
- 2003 - Girls of Summer
- 2004 - Saturday Night
- 2004 - Remember
- 2004 - Girls Of Summer
- 2004 - Miami